# Borispil
Borispil (ukrajinsko Бориспіль, rusko Борисполь – Borispol) je mesto v severni Ukrajini, ki se upravno nahaja v Kijevski oblasti. Leži 33 km jugovzhodno od glavnega mesta Ukrajine – Kijeva, s katerim je povezan z avtocesto in primestno železnico.
V bližini mesta se nahaja Mednarodno letališče Borispil (ukrajinsko Міжнародний аеропорт "Бориспіль").